# Eriphia verrucosa
Eriphia verrucosa, a veces llamado cangrejo verrugoso o amarillo, es una especie de cangrejo que se encuentra en el mar Negro, mar Mediterráneo y oriente del océano Atlántico desde Bretaña a Mauritania y las islas Azores. Se han capturado cangrejos de este tipo desde el norte hasta Cornualles. Anteriormente una especie frecuente del mar Negro, su número ha disminuido desde la década de 1980 y ahora está en el Libro Rojo ucraniano de especies en peligro de extinción.

## Ecología
E. verrucosa vive entre las piedras y las algas en aguas poco profundas a lo largo de costas rocosas hasta una profundidad de 15 metros. Se ha reportado que se alimenta de bivalvos, gasterópodos y cangrejos ermitaños, o moluscos y poliquetos. En el mar Negro es la única especie nativa capaz de romper en las conchas del invasor caracol Rapana venosa, aunque es poco probable que se presente como un efectivo control biológico del invasor. La especie está amenazada por la eutrofización y la contaminación.

## Descripción
E. verrucosa puede alcanzar un ancho de 9 cm y una longitud de 7 cm. El caparazón es grueso y liso, varíando en color desde el marrón-rojizo a marrón-verde, con manchas de color amarillo; su frente está armada con siete "dientes" en cualquiera de los lados, y cinco o seis entre los ojos. Las garras son fuertes y tienen dedos negros; una garra es generalmente más grande que la otra y está armado con tubérculos redondeados. En la primavera, E. verrucosa migra a aguas poco profundas, a menos de 1 metro de profundidad, y la reproducción comienza en mayo o junio; la especie es muy fecunda. Hay cuatro estadios larvales, desde zoea a megalopa.

## Galería de imágenes

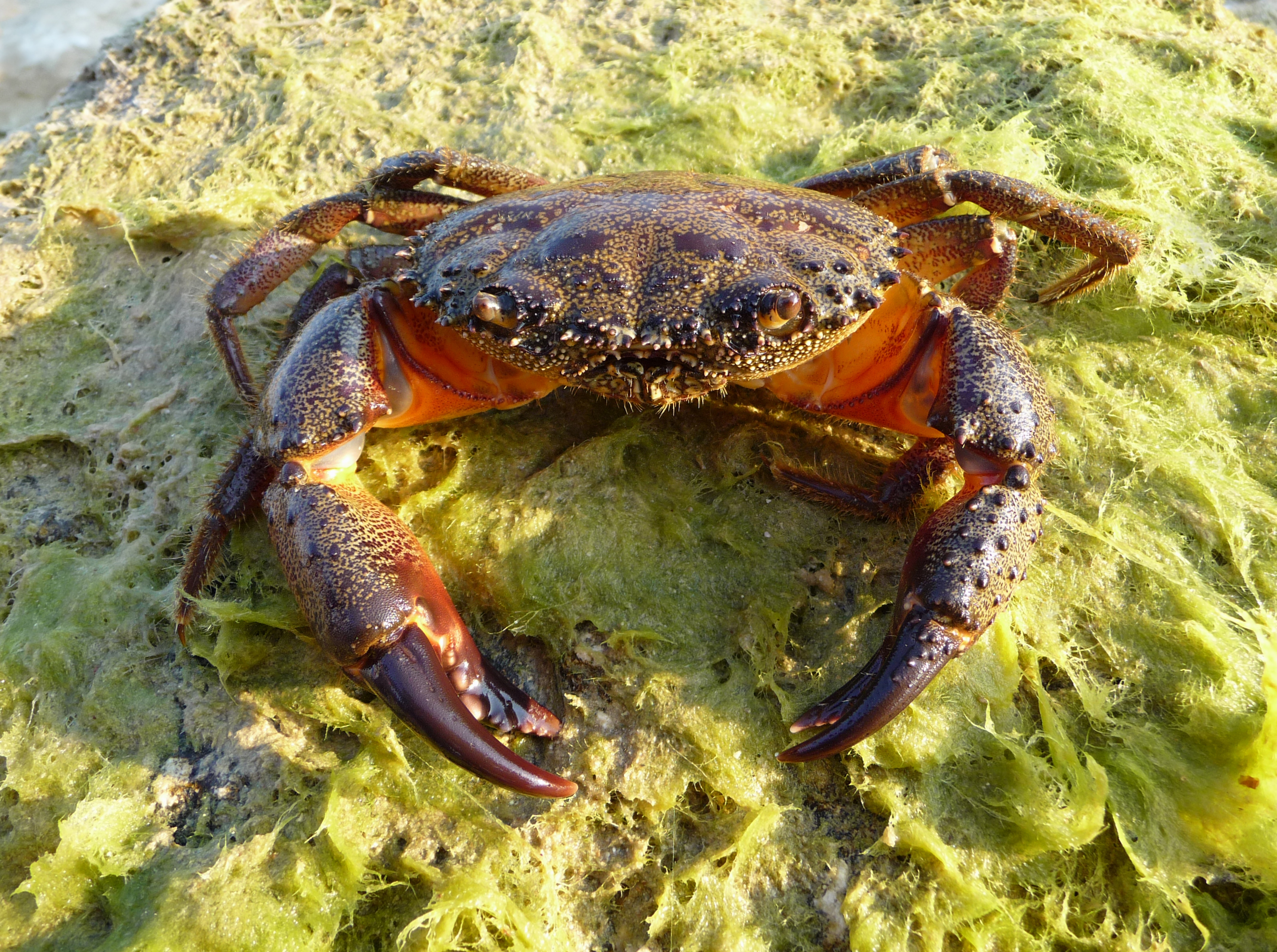
Ejemplar en la superficie.
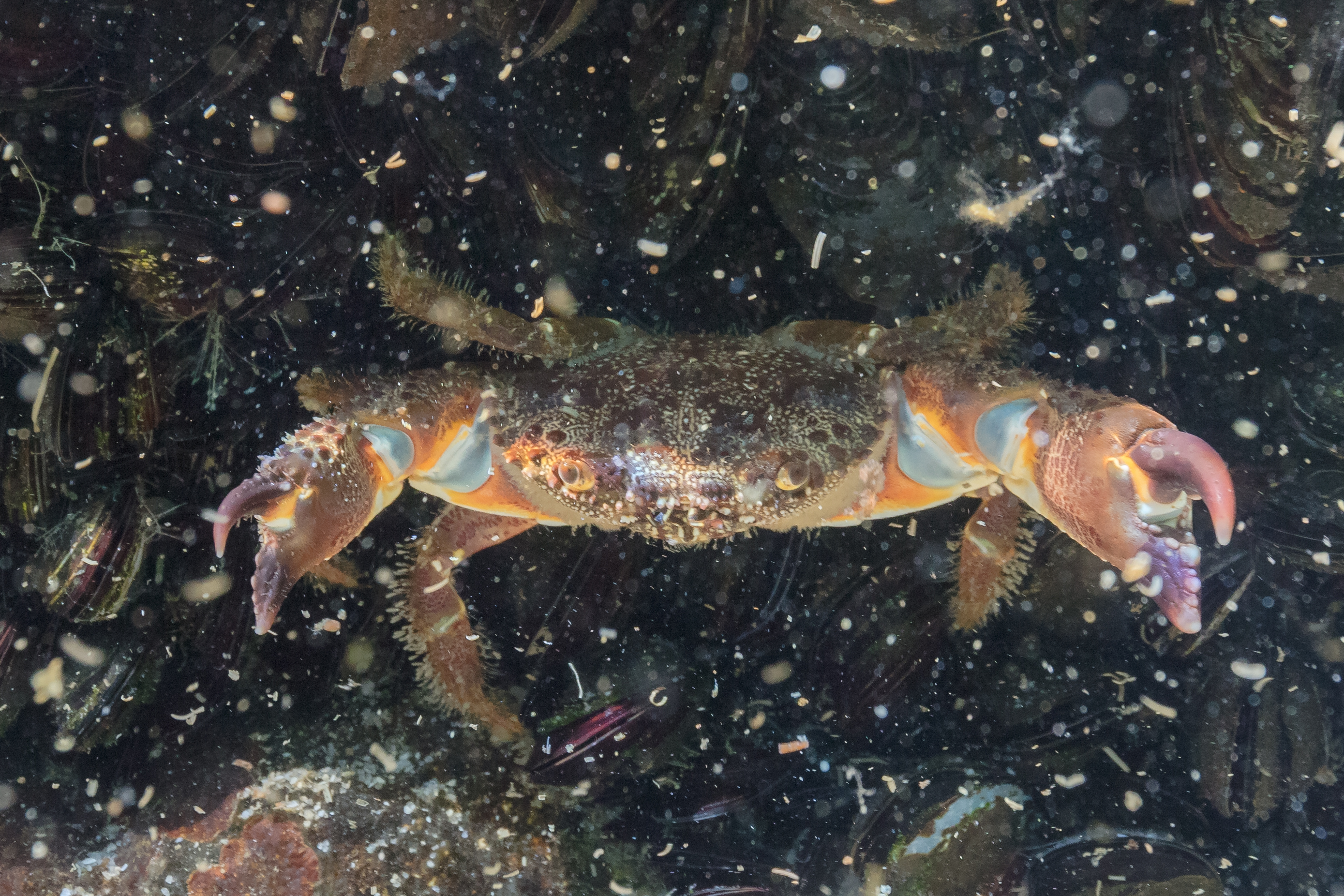
Ejemplar en posición desafiante.
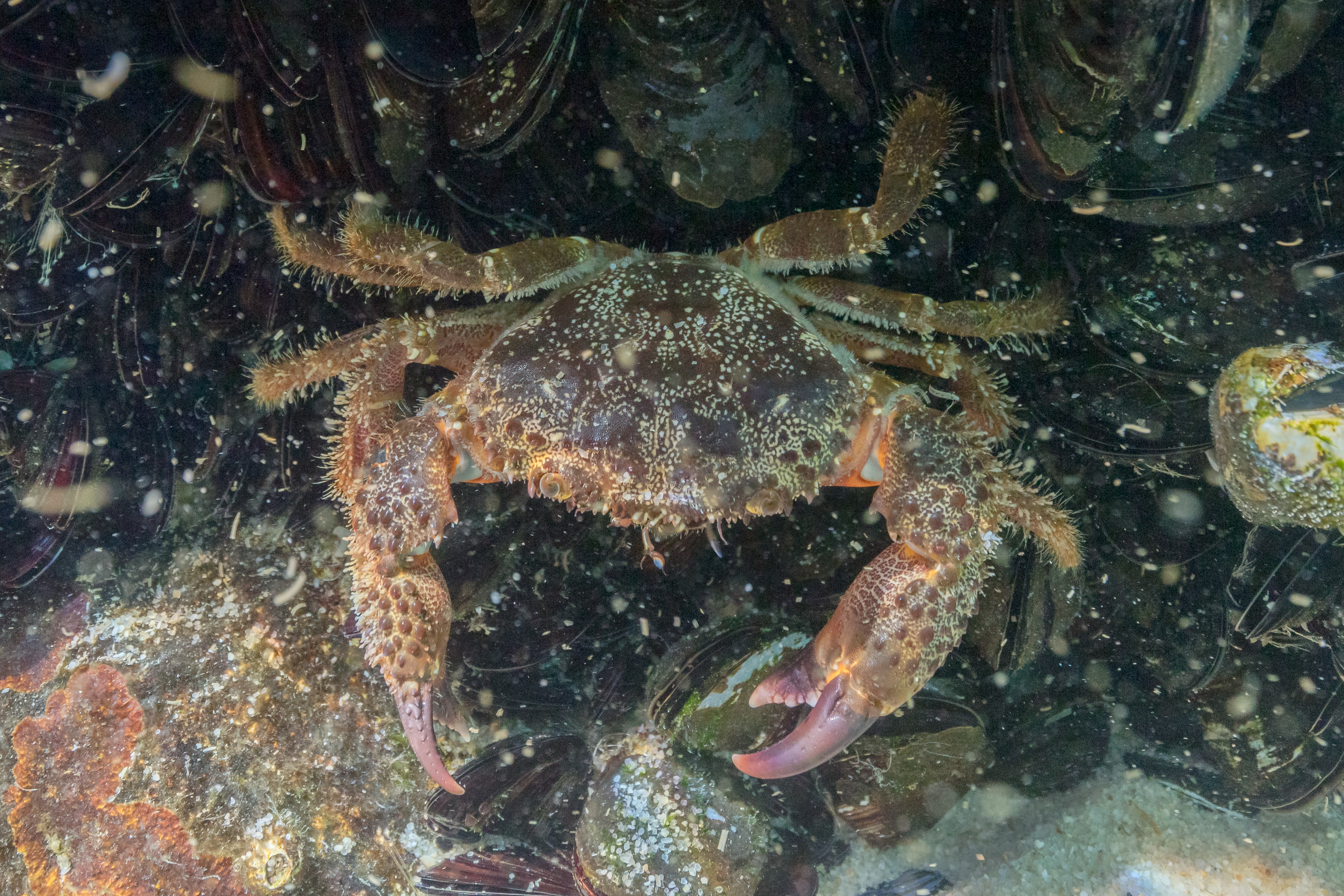
Ejemplar en la costa de Portugal.